# Alexandre Filimonov
Pour les articles homonymes, voir Filimonov.
Alexandre Petrovitch Filimonov (en russe : Александр Петрович Филимонов), né le 14 septembre 1866 au Kouban, mort le 4 août 1948 à Osijek en Yougoslavie est ataman des cosaques du Kouban.
Ataman des cosaques du Kouban, il combattit dans les armées blanches durant la guerre civile russe. En désaccord avec le général Dénikine, il démissionne du poste d’ataman en décembre 1919 et émigre en Serbie.